# Fatal Portrait
Fatal Portrait debitanski je studijski album danskog heavy metal sastava King Diamond. Diskografska kuća Roadrunner Records objavila ga je 17. veljače 1986. Producent albuma je Rune Höyer. Gitarist Andy LaRocque pridružio se prije snimanja i nije autor ni jedne od pjesama na albumu. Ovo je jedini album King Diamonda na kojem LaRocque nije bio autor pjesama. Uz albumom The Spider's Lullabye jedini je album King Diamonda koji nije u potpunosti konceptualni album.
Fatal Portrait je bio prodan u više od 100.000 primjeraka u Sjevernoj Americi. Album je dobio ime po noveli Slika Doriana Graya Oscara Wildea. Wilde je sliku opisao kao "fatalni portret".

## Povijest
Pet pjesama na albumu, prve četiri i pjesma "Haunted", tvore kratku povijest. Pripovjedač vidi lice u "svakoj svijeći koja gori". Ovo lice mu govori jednu riječ "Jonah". Pronađe staru knjigu, izgovori rimu i oslobodi duh iz svijeće. To je duh djevojčice Molly, koja mu priča svoju povijest koja se dogodila prije sedam godina. Gospođa Jans držala je svoju četverogodišnju kćer Molly na tavanu sve dok ona (Molly) nije umrla. Prije je gospođa Jane naslikala portret Molly i stavila ga iznad kamina, kako bi Molly postala besmrtna; međutim, Molly je natjerala portret da razgovara s majkom, kako bi Jane znala za Mollynu bol. Zatim gospođa Jane govori rime i spaljuje portret. Slobodni Mollyn duh vraća se da je proganja sve dok ne poludi.

## Popis pjesama
Tekstovi i glazba: King Diamond, osim gdje je navedeno drugačije. 
| 1. | »The Candle«       | 6:40 |
| 2. | »The Jonah«        | 5:16 |
| 3. | »The Portrait«     | 5:08 |
| 4. | »Dressed in White« | 3:09 |

| Strana B | Strana B                                        | Strana B                | Strana B | Strana B | Strana B | Strana B | Strana B | Strana B | Strana B |
| Br.      | Skladba                                         | Skladatelj              | Trajanje |          |          |          |          |          |          |
| -------- | ----------------------------------------------- | ----------------------- | -------- | -------- | -------- | -------- | -------- | -------- | -------- |
| 5.       | »Charon«                                        | Diamond, Michael Denner | 4:16     |          |          |          |          |          |          |
| 6.       | »Lurking in the Dark«                           |                         | 3:34     |          |          |          |          |          |          |
| 7.       | »Halloween«                                     | Diamond, Denner         | 4:14     |          |          |          |          |          |          |
| 8.       | »Voives from the Past« (instrumentalna skladba) |                         | 1:31     |          |          |          |          |          |          |
| 9.       | »Haunted«                                       | Diamond, Denner         | 3:54     |          |          |          |          |          |          |
| 37:42    |                                                 |                         |          |          |          |          |          |          |          |

| Bonus pjesme na remasteriranom izdanju | Bonus pjesme na remasteriranom izdanju | Bonus pjesme na remasteriranom izdanju | Bonus pjesme na remasteriranom izdanju | Bonus pjesme na remasteriranom izdanju | Bonus pjesme na remasteriranom izdanju | Bonus pjesme na remasteriranom izdanju | Bonus pjesme na remasteriranom izdanju | Bonus pjesme na remasteriranom izdanju | Bonus pjesme na remasteriranom izdanju |
| Br.                                    | Skladba                                | Skladatelj                             | Trajanje                               |                                        |                                        |                                        |                                        |                                        |                                        |
| -------------------------------------- | -------------------------------------- | -------------------------------------- | -------------------------------------- | -------------------------------------- | -------------------------------------- | -------------------------------------- | -------------------------------------- | -------------------------------------- | -------------------------------------- |
| 10.                                    | »No Presents for Christmas«            | Diamond, Denner                        | 4:20                                   |                                        |                                        |                                        |                                        |                                        |                                        |
| 11.                                    | »The Lake«                             |                                        | 4:11                                   |                                        |                                        |                                        |                                        |                                        |                                        |
| 46:13                                  |                                        |                                        |                                        |                                        |                                        |                                        |                                        |                                        |                                        |

## Zasluge
| King Diamond - King Diamond – vokal, gitara (na pjesmi "Voices from the Past"), produkcija - Andy La Rocque – solo-gitara - Michael Denner – solo-gitara, ritam gitara, asistent producenta - Timi Hansen – bas-gitara - Mikkey Dee – bubnjevi | Ostalo osoblje - Jörgen Bak – fotografije - Ole Bang – fotografije - Torbjörn Jörgensen – grafički dizajn - Rune Höyer – produkcija - Roberto Falcao – inženjer zvuka |